# Paul Trairong Multree
Paul Trairong Multree (thailändisch เปาโล ไตรรงค์ มุลตรี; * 7. September 1976 in Khon Kaen, Landkreis Mueang Khon Kaen, Provinz Khon Kaen, Nordostregion) ist ein thailändischer römisch-katholischer Geistlicher und Bischof von Surat Thani.

## Leben
Paul Trairong Multree studierte Philosophie und Katholische Theologie am Priesterseminar Lux Mundi in Sam Phran. Am 9. Juni 2007 empfing er das Sakrament der Priesterweihe für das Bistum Ratchaburi.
Nach der Priesterweihe war Multree zunächst als Pfarrvikar der Pfarreien Our Lady of Lourdes in Kanchanaburi (2007–2008) und Saint Michael the Archangel in Ratchaburi (2008–2009) tätig. Von 2009 bis 2014 wirkte er als Missionar der Thai Missionary Society in Phnom Penh in Kambodscha. 2014 wurde er für weiterführende Studien nach Italien entsandt, wo er 2018 am Istituto di Liturgia Pastorale Santa Giustina in Padua bei Gianni Cavagnoli mit der Arbeit The adaptation of the rite of matrimony in the church of Thailand: an attempt of liturgical inculturation („Die Adaptation des Ritus der Eheschließung in der thailändischen Kirche: ein Versuch der liturgischen Inkulturation“) ein Lizenziat im Fach Pastoralliturgie erwarb. Ab 2019 fungierte Multree als Regens des Priesterseminars der Thai Missionary Society in Sam Phran und ab 2020 zusätzlich als nationaler Direktor der Päpstlichen Missionswerke in Thailand. Zudem wurde er 2023 Superior der Thai Missionary Society und 2024 Pfarrer der Pfarrei Saint Mark in Bangkok.
Am 8. Juli 2024 ernannte ihn Papst Franziskus zum Bischof von Surat Thani. Der emeritierte Bischof von Surat Thani, Joseph Prathan Sridanusil SDB, spendete ihm am 28. September desselben Jahres in der Kathedrale St. Raphael in Surat Thani die Bischofsweihe; Mitkonsekratoren waren der Bischof von Chiang Mai, Francis Xavier Vira Arpondratana, und der Bischof von Ratchaburi, Silvio Siripong Charatsri.